# Galibis do Oiapoque
Os galibis do Oiapoque (às vezes galibis-Oiapoque ou Galibi Kali’na) são um subgrupo dos povos galibis que habita a margem direita do rio Oiapoque, mais precisamente na Área Indígena Galibi.
O grupo brasileiro é formado por algo em torno de 90 pessoas que falam um dialeto crioulo de base francesa chamado crioulo karipuna ou lanc-patuá, que apresenta algumas diferenças entre os outros três grupos (galibi marworno, karipuna e palikur) que falam o mesmo dialeto galibi, sendo de todo modo mutualmente inteligível.
Os indígenas recebem educação em português e a maioria é bilíngue.